# Danh sách trường đại học trọng điểm đào tạo nhân lực an toàn thông tin ở Việt Nam
An toàn thông tin có mục đích là phải tổ chức việc xử lý, ghi nhớ và trao đổi thông tin sao cho tính cẩn mật, toàn vẹn, sẵn sàng và đáng tin cậy được bảo đảm ở mức độ đầy đủ. Đề án đào tạo và phát triển nguồn nhân lực an toàn, an ninh thông tin của chính phủ Việt Nam đến năm 2020 đặt ra nhiệm vụ đào tạo nguồn nhân lực tại các cơ sở sau có đào tạo trọng điểm về an toàn an ninh thông tin:
1. Trường Đại học Công nghệ Thông tin, Đại học Quốc gia Thành phố Hồ Chí Minh,
2. Học viện Kỹ thuật Mật mã,
3. Trường Đại học Bách khoa Hà Nội,
4. Trường Đại học Công nghệ, Đại học Quốc gia Hà Nội,
5. Học viện Công nghệ Bưu chính Viễn thông,
6. Học viện Kỹ thuật Quân sự,
7. Học viện An ninh Nhân dân,
8. Trường Đại học Bách khoa, Đại học Đà Nẵng.

Mỗi cơ sở được đầu tư 35 tỷ đồng trong giai đoạn 2014-2020. Việc đào tạo ATANTT tại nước ngoài được ưu tiên kinh phí từ nguồn của các Đề án 911, 165 và 599 và các nguồn khác. Bộ Thông tin và Truyền thông (TTTT) chủ trì triển khai thực hiện Đề án.

## Mục tiêu
Bốn mục tiêu cụ thể của Đề án "Đào tạo và phát triển nguồn nhân lực an toàn, an ninh thông tin đến năm 2020" là:
1. Đưa được 300 giảng viên, nghiên cứu viên đi đào tạo về ATANTT ở nước ngoài, trong đó có 100 tiến sĩ
2. Đào tạo được 2.000 học viên có trình độ đại học và trên đại học về ATANTT chất lượng cao
3. Đưa được 1.500 lượt cán bộ chuyên trách về ATANTT đi đào tạo ngắn hạn cập nhật công nghệ, nâng cao kỹ năng, nghiệp vụ tại các cơ sở đào tạo có uy tín ở nước ngoài
4. Tập huấn, đào tạo ngắn hạn nâng cao kiến thức, kỹ năng về ATANTT cho 10.000 lượt cán bộ làm về ATANTT và CNTT tại các cơ quan nhà nước.

## Nội dung được hỗ trợ
Để đạt mục tiêu, Đề án đưa ra 7 nội dung/dự án được hỗ trợ từ ngân sách nhà nước gồm:
1. Đào tạo giảng viên, cán bộ CNTT và ATANTT ở nước ngoài
2. Đào tạo kỹ sư, cử nhân ATANTT chất lượng cao tại các cơ sở đào tạo trọng điểm về ATANTT
3. Đào tạo ngắn hạn về ATANTT trong nước
4. Dự án Đầu tư nâng cao năng lực, chất lượng đào tạo và nghiên cứu về ATANTT tại một số cơ sở đào tạo trọng điểm
5. Dự án Đầu tư nâng cấp phòng thí nghiệm trọng điểm về ATANTT thuộc Bộ Quốc phòng
6. Dự án Đào tạo chuyên gia ATANTT cho lực lượng Cơ yếu làm việc trong các cơ quan trọng yếu của Đảng và Nhà nước
7. Tổ chức điều phối thực hiện Đề án
8. Thực hiện các giải pháp triển khai Đề án (nghiên cứu, xây dựng văn bản về cơ chế chính sách phát triển và ưu tiên sử dụng nhân lực ATANTT)